# Muszka (település)
Muszka (románul Mâsca) falu Romániában, Arad megyében.

## Fekvése
Aradtól 32 km-re északkeletre fekszik.

## Nevének eredete
1332–1337-ben Nest, Mezt és Gesth alakban említették elsőként. Ez a név valószínűleg szláv eredetű személynévből való. Ebből a románban alakult ki a Mâsca név és ez került át a magyarba (mai neve először 1746-ból adatolható).

## Története
A honfoglalás után a gyulák szállásterületéhez tartozott, erre utalnak a környéken talált gazdag sírok. A település Szőlődomb nevű részéről három lovas temetkezésből kiemelkedő szépségű, ezüstberakásos kengyel és zabla került elő, amelyek párhuzamai a kolozsvári Zápolya utcai leletek között találhatók meg. A női családtagok sírjában is ékszerek, többek között állatfejes karperecek voltak.
A falu középkori elődje Világos és Galsa között, a Zarándi-hegység aljában feküdt. Egykori vára a falu feletti hegygerincen, a világosi vártól 2 km-re északnyugatra állt. A falu 1331-ben egyházas hely volt. 1444-ben mezővárosként említik. Világos várához, majd 1561-ben Gyula várához tartozott.
1700 körül elpusztult, de 1720-ban már tizenkét család lakta. 1771-ben lakossága 96 jobbágy- és 28 zsellércsaládból, túlnyomórészt románokból állt, akik valamennyien szőlőt is műveltek. Szőlőültetvényei 1880-ban 164 hektárt tettek ki, főképpen csemegefajtákból, királyleánykából és olaszrizlingből álltak.
1909-ben, a község kérésére magyar tannyelvű, állami iskolát állítottak fel benne.
1956 és 1968 között önálló községet alkotott. Lakóinak csúfneve lebenițari ('görögdinnyések').

## Népessége
- 1842-ben 778 ortodox és 84 római katolikus vallású lakosa volt.[5]
- 1900-ban 1100 lakosából 1006 volt román és 84 magyar anyanyelvű; 1002 ortodox és 63 római katolikus vallású.
- 2002-ben 959 lakosából 942 volt román nemzetiségű; 914 ortodox és 23 baptista vallású.

## Látnivalók
- A Magyarád felé vezető út mellett álló ortodox temploma 1723-ban épült, a 19–20. században háromszor is átépítették.

## Gazdasága
- Bortermelés (fehér borszőlőfajták).